# Богемка (станция)
Богемка (укр. Богемка) — железнодорожная станция в Крыму на однопутной линии Джанкой — Армянск. Открыта в 1935 году. Названа по селу Лобаново, носившему до 1945 года название «Богемка».

## Описание
На станции имеется 3 пути, все неэлектрифицированные. У вокзала расположена низкая боковая платформа для остановки пригородных поездов.

## Маршруты пригородного сообщения
- Армянск — Джанкой (1 пара)
- Армянск — Феодосия (1 пара)
- Армянск — Керчь (1 пара до 12 декабря 2015 года)